# Veľká Ves
Veľká Ves (ungarisch Losoncnagyfalu – bis 1907 Nagyfalu) ist eine Gemeinde in der südlichen Mittelslowakei der Slowakei mit 410 Einwohnern (Stand 31. Dezember 2024) und gehört zum Okres Poltár, einem Kreis des Banskobystrický kraj.

## Geographie

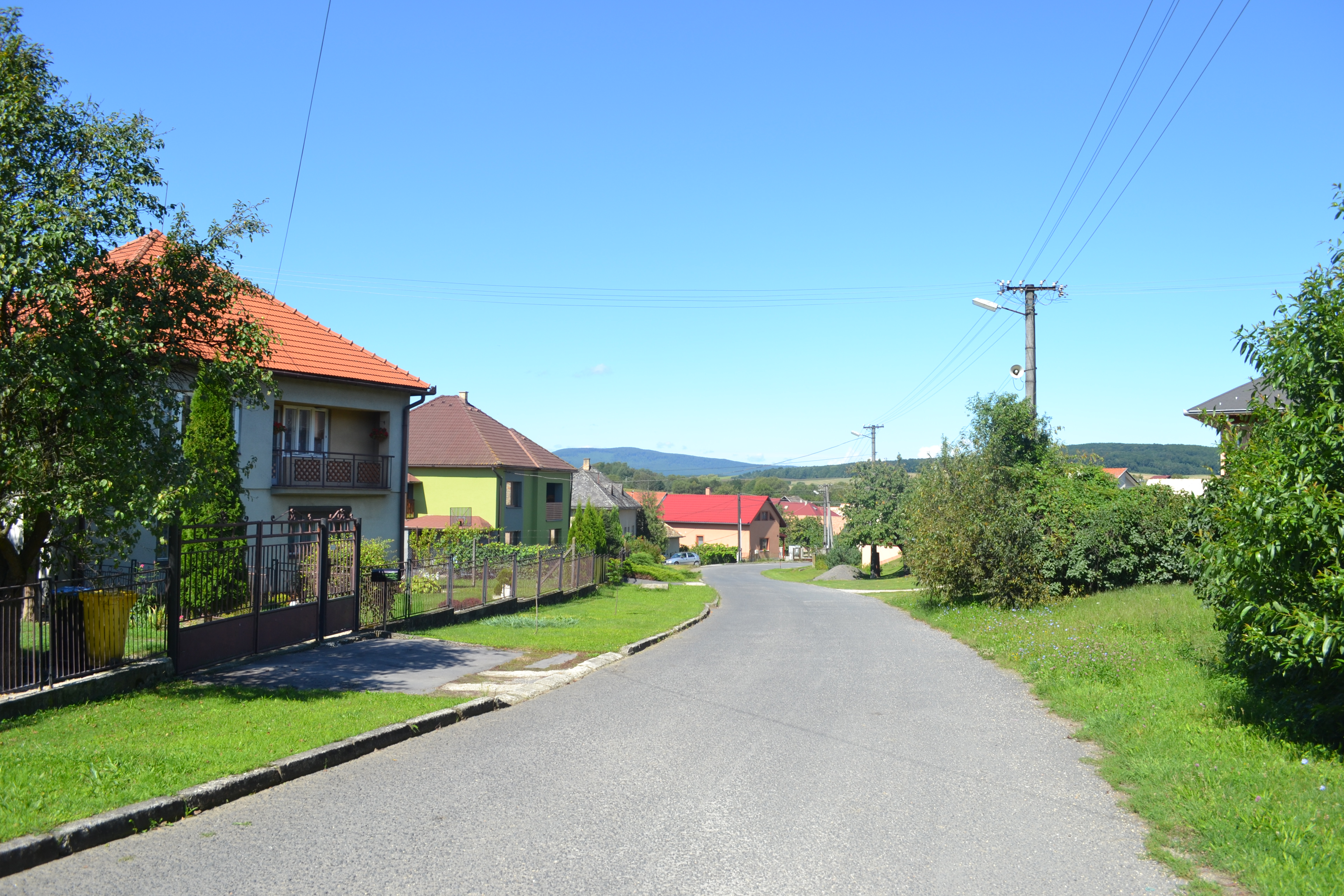
Eine Straße in Veľká Ves

Die Gemeinde befindet sich im Nordteil des Talkessels Lučenská kotlina (Teil der größeren Einheit Juhoslovenská kotlina) am Rande des Slowakischen Erzgebirges im Tal eines linksufrigen Nebengewässers des Flüsschens Krivánsky potok und somit im Einzugsgebiet des Ipeľ. Das Ortszentrum liegt auf einer Höhe von 204 m n.m. und ist zehn Kilometer von Lučenec sowie zwölf Kilometer von Poltár entfernt.
Nachbargemeinden sind Točnica im Norden, Kalinovo im Osten, Lučenec im Süden, Vidiná im Süden und Tomášovce im Westen.

## Geschichte
Veľká Ves wurde zum ersten Mal 1332 als Magna Villa schriftlich erwähnt; konkret handelt es sich um eine Pfarrei im damaligen Pfarrbezirk Breznička. Andere geschichtliche Namen sind Nagfalw (1424) und Welka Wes (1773). Im Mittelalter war die Ortschaft eines der bedeutenden Dörfer im Herrschaftsgebiet der Burg Diwein. 1540 kam sie zum Geschlecht Mocsáry. 1828 zählte man 41 Häuser und 380 Einwohner, zu dieser Zeit war neben Landwirtschaft auch Stellmacherei und Töpferei verbreitet.
Veľká Ves erhielt 1901 eine Haltestelle an der Bahnstrecke Lučenec–Utekáč, die sich jedoch auf der Flur von Priekopa befindet. Von 1940 bis 1949 gab es zudem noch eine ortsnähere Haltestelle an der Bahnstrecke Tomášovce–Veľká Ves, die auch Güterverkehrsanlagen aufwies.
Bis 1918/1919 gehörte der im Komitat Neograd liegende Ort zum Königreich Ungarn und kam danach zur Tschechoslowakei beziehungsweise heute Slowakei. 1944 wurde das Dorf elektrifiziert.
Veľká Ves bedeutet auf Deutsch „Großdorf“.

## Bevölkerung
| Jahr                | 1994 | 2004    | 2014    | 2024    |
| ------------------- | ---- | ------- | ------- | ------- |
| Anzahl der Personen | 441  | 428     | 450     | 410     |
| Unterschied         |      | −2,94 % | +5,14 % | −8,88 % |

| Jahr                | 2023 | 2024    |
| ------------------- | ---- | ------- |
| Anzahl der Personen | 406  | 410     |
| Unterschied         |      | +0,98 % |

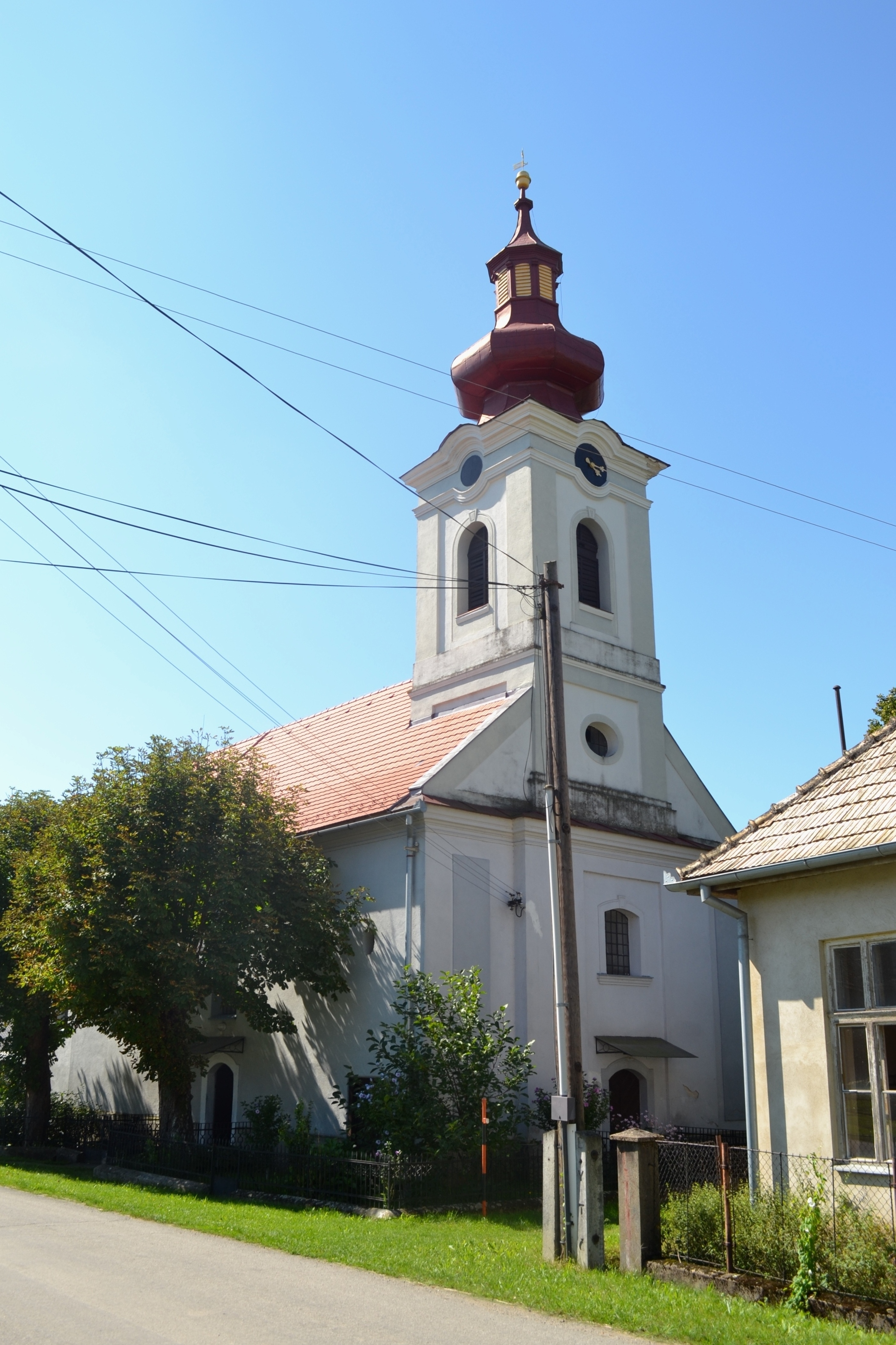
Evangelische Kirche

Nach der Volkszählung 2011 wohnten in Veľká Ves 454 Einwohner, davon 442 Slowaken, 3 Magyaren und 1 Rom. Acht Einwohner machten diesbezüglich keine Angabe. 235 Einwohner bekannten sich zur römisch-katholischen Kirche, 109 Einwohner zur evangelischen Kirche A. B., fünf Einwohner zur reformierten Kirche, acht Einwohner zur evangelisch-methodistischen Kirche. 63 Einwohner waren konfessionslos und bei 39 Einwohnern wurde die Konfession nicht ermittelt.

## Bauwerke
- evangelische Kirche im barock-klassizistischen Stil aus dem Jahr 1777, der Turm wurde erst 1802 fertiggestellt

## Verkehr
Veľká Ves besitzt eine Haltestelle der Bahnstrecke Lučenec–Utekáč mit ein paar Zugverbindungen pro Tag.
Durch den Ort verläuft die Straße 2. Ordnung 595 (Tomášovce–Poltár–Kokava nad Rimavicou), mit Anschluss an die drei Kilometer von Veľká Ves entfernte Straße 1. Ordnung 16 (E 58).